# Czesław Martyniak
Czesław Martyniak (ur. 24 maja 1906 w Lublinie, zm. 23 grudnia 1939 tamże) – polski filozof i prawnik, profesor Katolickiego Uniwersytetu Lubelskiego, działacz akademicki, sportowiec, rozstrzelany w czasie Sonderaktion Lublin.

## Życiorys

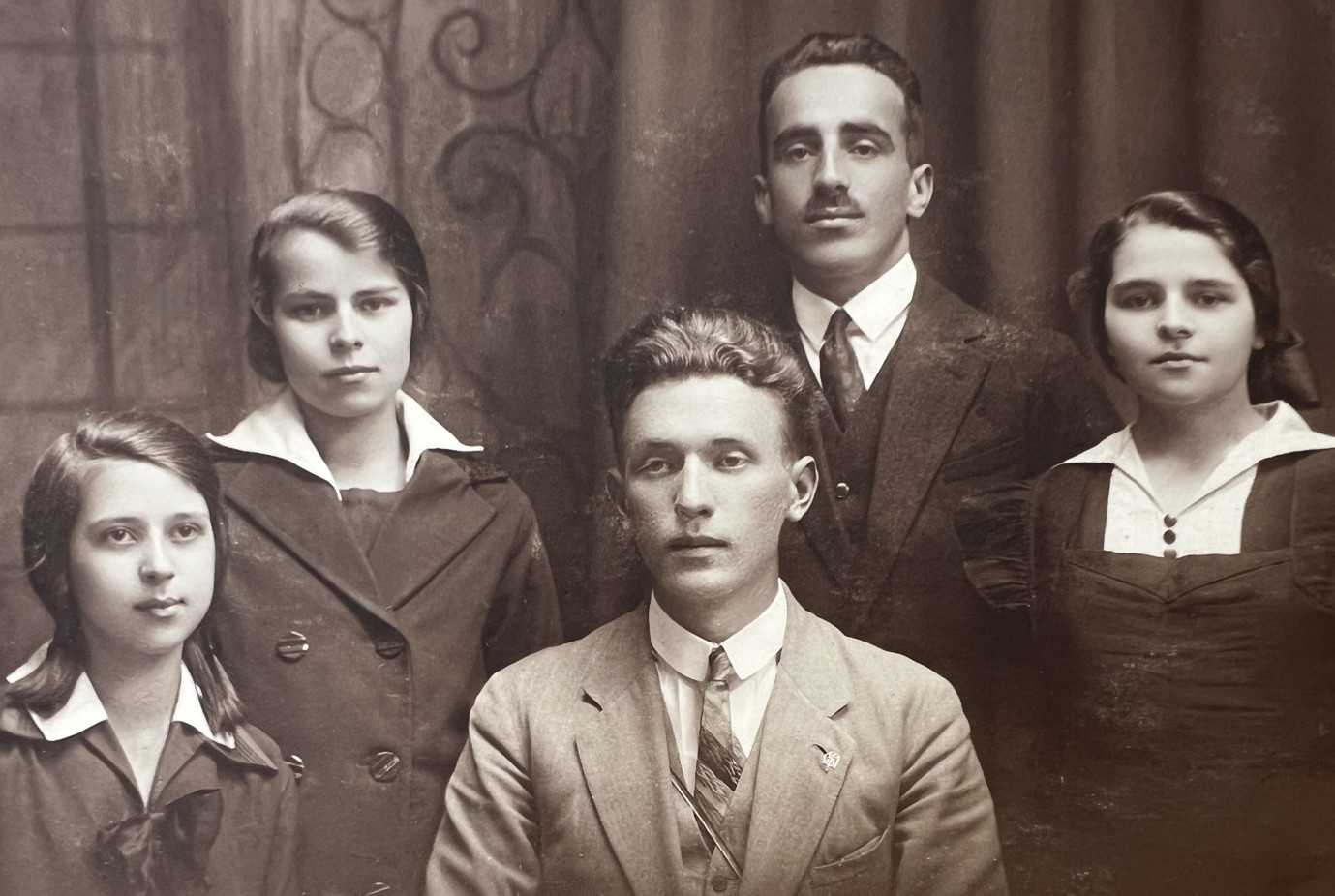
m.in. Czesław Martyniak (stoi) oraz Zygmunt Martyniak, Lublin ok. 1928

Syn Stanisława Martyniaka i Leokadii z Wasilewskich. Jego ojciec był członkiem „Zrzeszenia Restauratorów Ziemi Lubelskiej” – podobnie jak jego stryj Tomasz, brat bliźniak Stanisława, ojciec Zygmunta, który wsparł w 1920 „Polski Czerwony Krzyż”, a w 1924 otworzył kawiarnię na Sławinku, o czym zawiadamiał na pierwszej stronie „Głosu Lubelskiego”. Czesław był harcerzem oraz należał do reprezentacji sportowej młodzieży szkolnej Lublina (skok w dal), która m.in. 23 września 1923 brała udział  w zawodach piłki nożnej i lekkoatletycznych pomiędzy reprezentacjami Lublina i Lwowa. Maturę zdał w 1924 w Gimnazjum realnym im. Jana Zamoyskiego w Lublinie. W tym samym roku zapisał się na Wydział Prawa i Nauk Społeczno-Ekonomicznych na Uniwersytecie Lubelskim. W okresie studenckim brał czynny udział w życiu akademickim, angażując się w ruch katolicko-społeczny, reprezentowany wówczas m.in. przez Stowarzyszenie Katolickiej Młodzieży Akademickiej „Odrodzenie”, którego ojcem duchowym w Lublinie był ks. prof. Antoni Szymański - rektor KUL, gdzie w roku akademickim 1925/26 ( m.in. z późniejszym Prymasem Polski Stefanem Wyszyńskim - kierownikiem sekcji narodowej oraz Heleną Janczewską - kierowniczką sekcji zagadnień kobiecych, późniejszą żoną jego brata stryjecznego, działacza akademickiego Zygmunta Martyniaka) był kierownikiem sekcji filozoficzno-religijnej.  Studia prawnicze ukończył w 1928 na Wydziale Prawa i Nauk Ekonomiczno–Społecznych KUL, tytuł magistra prawa uzyskał natomiast na Uniwersytecie Jana Kazimierza we Lwowie (w tym czasie KUL nie miał jeszcze pełnych uprawnień do nadawania tytułów i stopni naukowych). Będąc studentem prawa interesował się filozofią i za zgodą Senatu Uczelni studiował jednocześnie oba kierunki. Zaliczył 3 lata studiów filozoficznych, które - dzięki stypendium - kontynuował w Institut Catholique, gdzie w 1929 uzyskał tytuł licencić en pholosophia, a w 1931 na podstawie rozprawy „Le Fondement objectif du droit d'apres Saint Thomas d'Aquin” i złożonych summa cum laude egzaminów - stopień doktora z filozofii. Był uczniem Jacquesa Maritaina. W czasie pobytu we Francji opublikował w ,,Revue de Philosophie” (1930) rozprawę „La Definition Thomiste de la roi." Odbył także studia uzupełniające (specjalistyczne) na Uniwersytecie Sorbona w Paryżu. Po powrocie do kraju uzupełnił egzaminy w zakresie nauk ekonomicznych i uzyskał tytuł magistra ekonomii na KUL. Jesienią 1930 r. został powołany na stanowisko starszego asystenta przy Katedrze Teorii i Filozofii Prawa na Wydziale Prawa i Nauk Ekonomiczno-Społecznych KUL, a ówczesny rektor ks. prof. Antoni Szymański, kierownik Katedry Socjologii, powierzył mu jednocześnie prowadzenie wykładów z socjologii. W 1933 obronił doktorat z prawa na Uniwersytecie Jana Kazimierza i objął stanowisko zastępcy profesora na Wydziale Prawa i Nauk Społeczno-Ekonomicznych oraz na Wydziale Nauk Humanistycznych KUL. W dniach 24-27 września 1936 brał udział w III Polskim Zjeździe Filozoficznym w Krakowie, w którym uczestniczyli m.in. prof. Witold Rubczyński, prof. Władysław Tatarkiewicz, czy prof. Ignacy Czuma. Jako jeden z absolwentów w październiku 1936 podpisał odezwę Alma Mater Lublinensis, do byłych słuchaczy Katolickiego Uniwersytetu w Lublinie, o zapisywanie się na członków Towarzystwa Przyjaciół KUL oraz udział w organizowaniu zbiórki, którą Uniwersytet corocznie urządzał na terenie całej Polski.

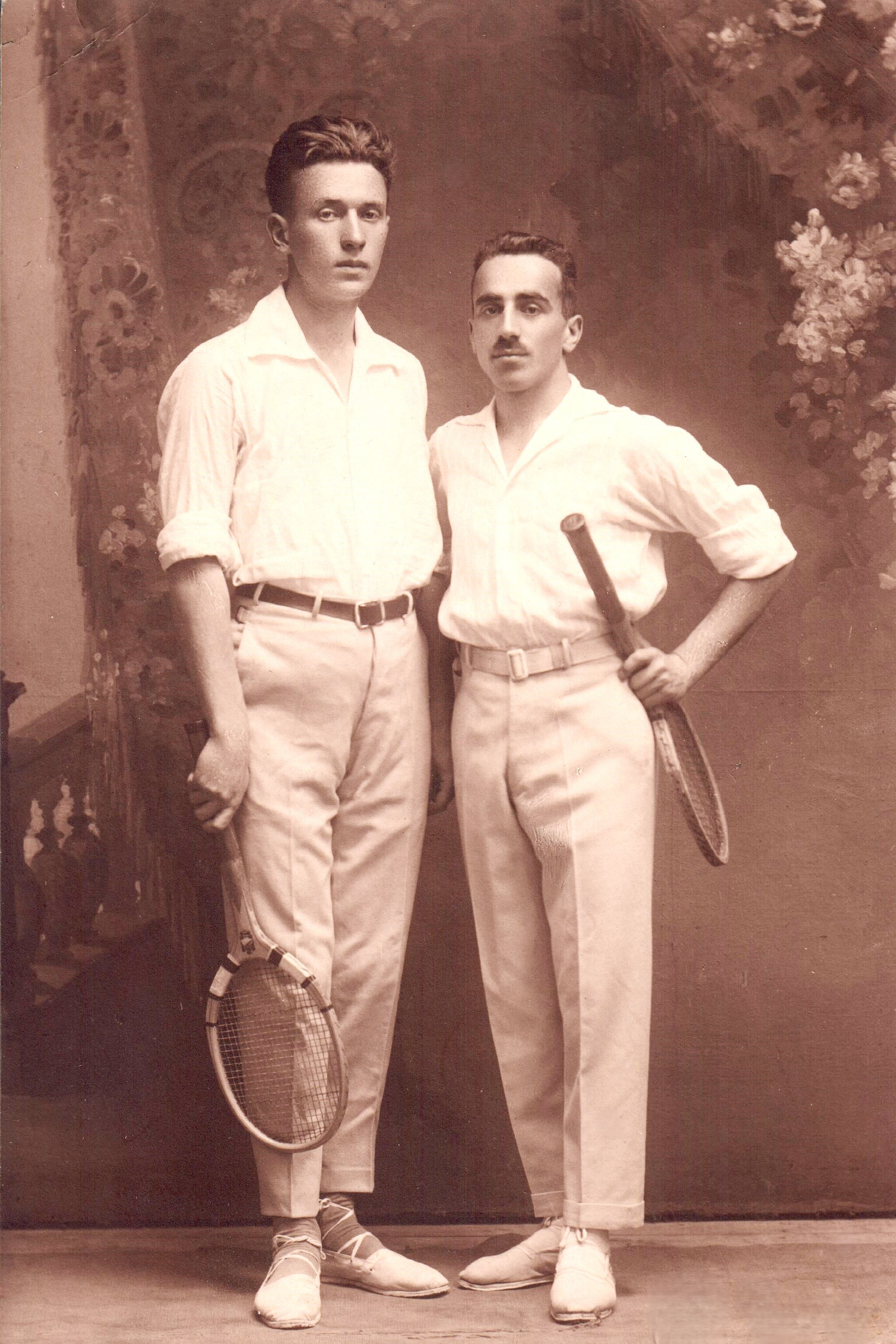
Czesław Martyniak (po prawej) z bratem stryjecznym Zygmuntem Martyniakiem, Lublin 1925.

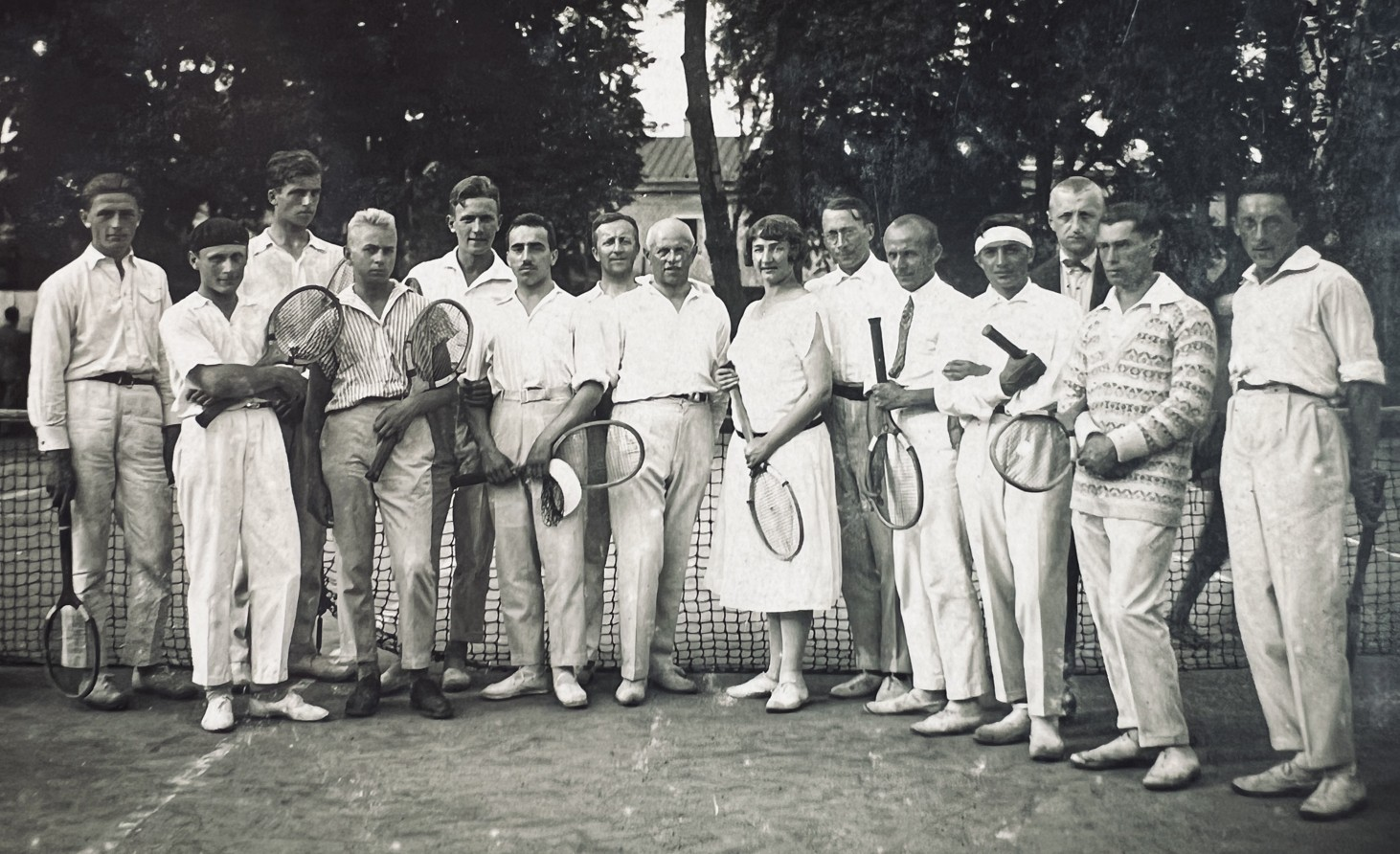
Czesław Martyniak (szósty od lewej) i Zygmunt Martyniak (piąty od lewej) z grupą tenisistów w Lublinie ok. 1927.

Czesław Martyniak krytykował czystą teorię prawa Hansa Kelsena oraz koncepcję normy podstawowej (Grundnorm). Wychodził z założeń personalizmu i neotomizmu. Stał na gruncie nauki katolickiej, wierzył w istnienie Boga, a osoba ludzka jako istota rozumna i wolna miała mieć, jego zdaniem, dwa cele istnienia: ziemski, czyli osiągnięcie doskonałości doczesnej i wieczny – połączenie się z Bogiem. Prawo w takim razie miało afirmować człowieka jako istotę rozumną i wolną. Prawo wieczne (lex aeterna) objawionego Boga miało być zaś źródłem prawa naturalnego i prawa pozytywnego. Problematyce tej poświęcił wiele artykułów i rozpraw. Krytycznej analizie poddał pozytywizm prawniczy w obszernej pracy ,,Moc obowiązująca prawa a teoria Kelsena" (1938). Na podstawie tej pracy w 1939 na Uniwersytecie Jagiellońskim odbyło się jego kolokwium habilitacyjne, w efekcie którego Rada Wydziału Prawa UJ nadała mu stopień docenta, będący wówczas odpowiednikiem obecnego stopnia doktora habilitowanego. W 1939 w Księdze pamiątkowej ku czci bpa Leona Fulmana ukazała się jego rozprawa „Problem filozofii prawa”. Była to zapowiedź większej pracy, która miała być poświęcona prawu naturalnemu, a ukazała się dopiero w 1949 w opracowaniu jego ucznia J. Kalinowskiego.
W jego życiu bardzo ważna była aktywność sportowa. Uprawiał wiele dyscyplin - piłkę nożną, łyżwiarstwo, tenis, narciarstwo i sporty wodne. Był pierwszym prezesem Akademickiego Związku Sportowego KUL, a także wielokrotnie reprezentował barwy AZS w rozgrywkach międzyuczelnianych. Powołany został przez władze Uczelni na kuratora AZS, a funkcję tę sprawował do wybuchu wojny. W latach 30. XX w. zaliczany był do najlepszych tenisistów okręgu lubelskiego. Największe sukcesy odnosił w grze deblowej, grając ze swym bratem stryjecznym Zygmuntem Martyniakiem. Obecnie na Katolickim Uniwersytecie Lubelskim organizowane są rozgrywki tenisowe imienia prof. Czesława Martyniaka - MARTYNIAK CUP. W 1934 był w gronie fundatorów pucharu im. dr Jana Arnsztajna, zawodnika i propagatora gry w tenisa ziemnego. 
We wrześniu 1939 na polecenie władz miasta, podobnie jak inni mężczyźni zdolni do noszenia broni, opuścił Lublin (zostawiając w nim rodzinę). Wrócił 17 września do miasta zajętego już przez Niemców. W związku ze zbliżającym się terminem rozpoczęcia roku akademickiego ks. rektor Antoni Szymański (aresztowany 9 listopada 1939) zwołał naradę profesorów w sprawie wznowienia działalności KUL. Część profesorów zdecydowała się zostać i podjąć wykłady. Czesław Martyniak wierny idei Uniwersytetu „Deo et Patriae”, był wśród nich. 10 listopada 1939 miał ostatni wykład a 11 listopada nastąpiło aresztowanie wszystkich pozostałych na Uczelni profesorów (m.in. prorektora KUL Ignacego Czumę), jako tzw. zakładników w związku ze świętem Niepodległości. Został rozstrzelany 23 grudnia 1939 na starym cmentarzu żydowskim przy ulicy Siennej w Lublinie, wraz z dziewięcioma innymi przedstawicielami lubelskiej inteligencji i dwoma młodocianymi przestępcami kryminalnymi (dla zachowania pozorów) w ramach akcji Sonderaktion Lublin, wymierzonej w elitę społeczną i intelektualną Lublina. 
Bibliografia jego publikacji obejmuje ok. 24 pozycje (w tym 4 monografie) oraz kilkanaście recenzji na łamach „Prądu” i „Ruchu Prawniczego, Ekonomicznego i Socjologicznego”. Drukiem (również pośmiertnie) ukazały się m.in.:
- Moc obowiązująca prawa a teoria Kelsena, TN KUL, Lublin 1938[23].
- Obiektywna podstawa prawa według św. Tomasza z Akwinu, TN KUL, Lublin 1949.
- Problem filozofii prawa: filozofia prawa, jej przedmiot, metoda i podział, TN KUL, Lublin 1949.

W XXI w. wydano zbiór jego prac pod redakcją Rafała Charzyńskiego i Moniki Wójcik, a Bogdan Szlachta w 2001 opracował zbiór „Obiektywna podstawa prawa. Wybór pism Czesława Martyniaka, Antoniego Szymańskiego i Ignacego Czumy".

## Życie prywatne

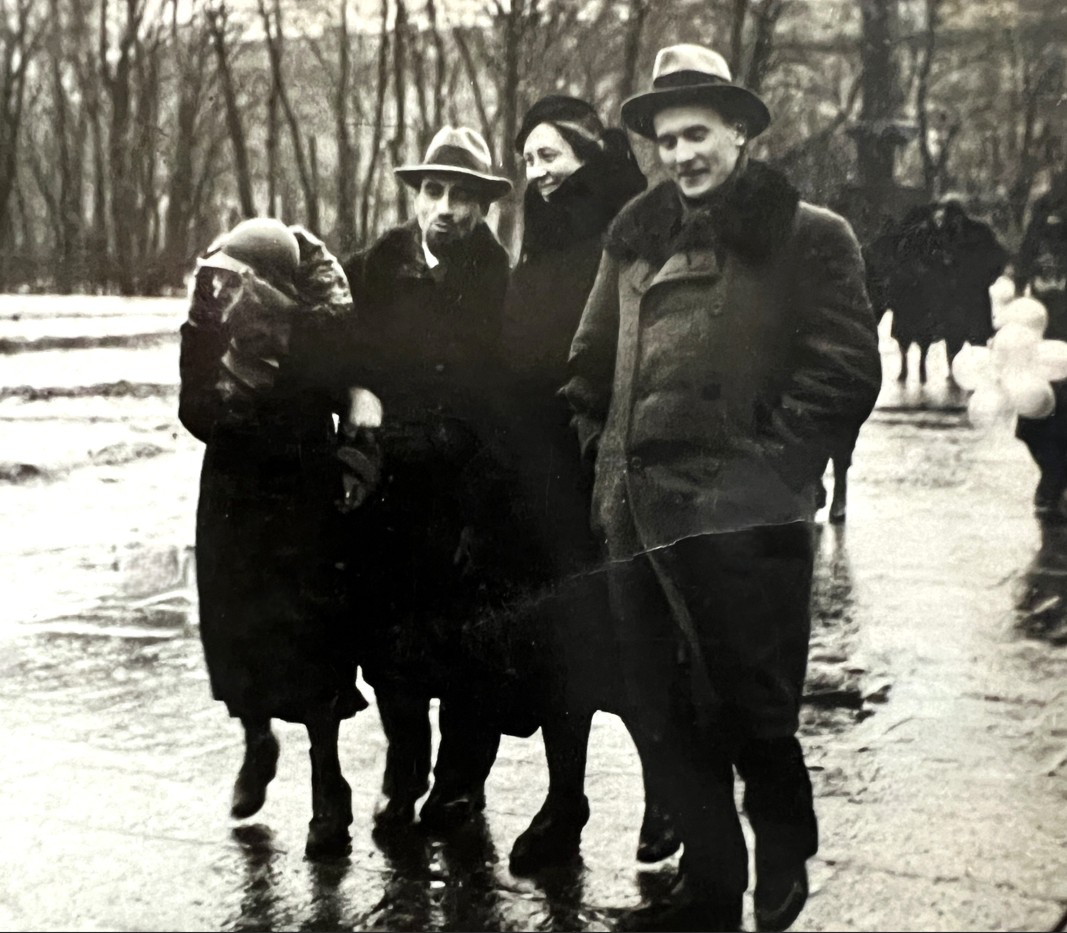
Od lewej Alina Borkowska z Czesławem Martyniakiem oraz Helena z domu Janczewska z mężem Zygmuntem Martyniakiem - Lublin, grudzień 1933.

26 grudnia 1934 - Czesław Szymon Martyniak, m.in. w obecności świadka Zygmunta Martyniaka, poślubił Alinę Ludmiłę z Borkowskich - asystentkę na Uniwersytecie Lubelskim. Uroczystość ta odbyła się w Kaplicy uniwersyteckiej w Lublinie, a związek małżeński pobłogosławił - na mocy otrzymanej delegacji - Rektor Katolickiego Uniwersytetu Lubelskiego ksiądz dr Antoni Szymański. Owocem ich związku były dwie córki: Biruta i Bożena.
Koledzy ze studiów wspominali go, że „był szczupłym brunetem średniego wzrostu, miał duże oczy i wyraziste rysy twarzy. Bardzo dobrze zapowiadał się jako uczony. Miał przyjemny głos i atrakcyjnie wykładał”.